# Illes Solovietski

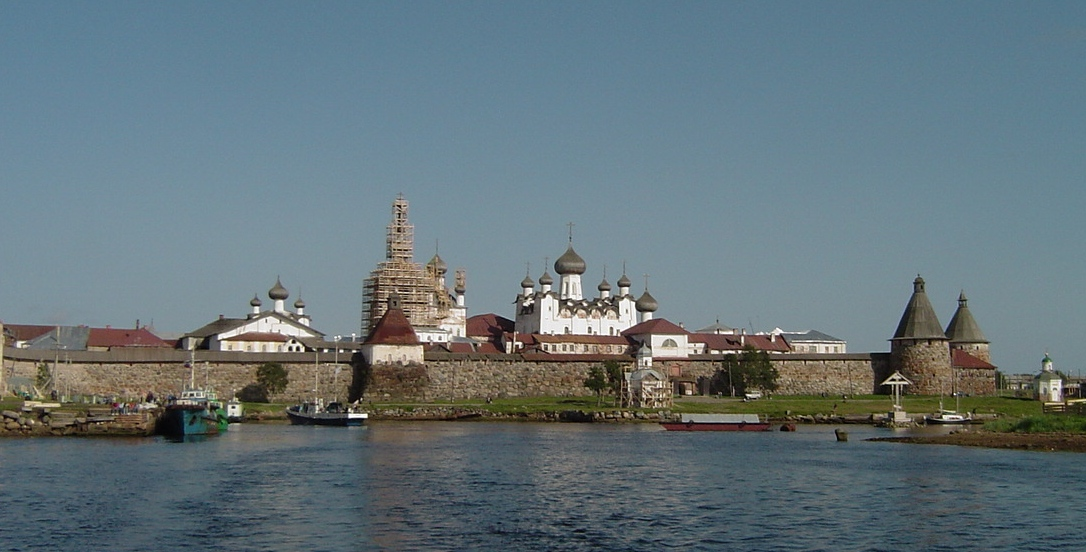
Monestir fortificat de Solovkí, vist des del mar.

Les illes Solovietski, també les illes de Solovkí (en rus: Соловецкие острова, Soloviètskie ostrovà o Соловки, Solovkí) estan situades a la badia d'Onega a la Mar Blanca, Rússia. Les illes són administrades des d'Arkhangelsk Solovietski com a districte i tenen l'aeroport de Solovkí.
Conegudes als temps soviètics pels seus gulag, camps de treball forçat, de concentració i de mort.
El 1974, les illes Solovetski van ser designades patrimoni històric i arquitectònic i reserva natural de la Unió Soviètica. L'any 1992 van ser inscrites a la llista del Patrimoni de la Humanitat

## Geografia
Aquest arxipèlag consta de sis illes, conegudes en conjunt com la Solovietski:
- Illa de Bolxoi Solovetski - 246 km².
- Illa d'Anzerski (Anzer) - 47 km².
- Bolxàia Muksalma - 17 km².
- Màlaia Muksalma - 0,57 km².
- Bolxoi Zaiatski - 1,25 km².
- Maly Zaiatski - 1,02 km².

Les costes de les illes són molt escarpades. Es formen amb granits i gneis. El relleu de les illes és muntanyós (el punt més alt és de 107 m). La majoria de les Illes Solovietski estan cobertes de pi roig i boscos d'avet roig, i són parcialment pantanoses. Hi ha nombrosos llacs, que els monjos van unir de manera que formen una xarxa de canals.